# Katarzyna Romanowa z Meklemburgii-Strelitz
Katarzyna Michajłowna Romanowa (ur. 28 sierpnia 1827 w Petersburgu, zm. 12 maja 1894 tamże) – trzecia z pięciu córek wielkiego księcia Michała Pawłowicza Romanowa (najmłodszego syna cara Pawła I Romanowa) i Charlotty, księżniczki Wirtembergii.
6 lutego 1851 roku, w Sankt Petersburgu, wyszła za mąż za Jerzego (1824–1876), księcia Mecklenburg-Strelitz, drugiego syna Jerzego, wielkiego księcia Mecklenburg-Strelitz (1779–1860), i księżniczki Marii z Hesji-Kassel (1796–1880).

## Dzieci
- Mikołaj (ur. i zm. 11 lipca 1854)
- Helena (16 stycznia 1857 – 28 sierpnia 1936), żona księcia Alberta z Saksonii-Altenburga
- Jerzy Aleksander (6 czerwca 1859 – 5 grudnia 1909), morganatyczny mąż Natalii Wanljarskiej
- Karol Michał (17 czerwca 1863 – 6 grudnia 1934); zrzekł się swojej sukcesji w 1918 roku